# Problém dvojité empatie
Problém dvojité empatie je psychologická a sociologická teorie, kterou v roce 2012 vytvořil britský výzkumník autismu Damian Milton. Tato teorie tvrdí, že mnohé obtíže, kterým autisté čelí při styku s neautistickými jedinci, jsou částečně způsobeny nedostatkem vzájemného porozumění mezi těmito dvěma skupinami – většina autistů má problém porozumět neautistickým lidem a empatizovat s nimi, stejně jako má většina neautistických lidí potíže porozumět autistům a vcítit se do nich. 
Tento nedostatek porozumění může pramenit z obousměrných rozdílů v komunikačním stylu, v sociálně-kognitivních charakteristikách a ve zkušenostech mezi autistickými a neautistickými jedinci. Nemusí se však nutně jednat o inherentní, vrozený nedostatek. Nedávné studie totiž ukázaly, že většina autistických jedinců je schopna se socializovat, efektivně komunikovat, dobře se vciťovat (empatizovat), a vykazovat tzv. sociální reciprocitu s většinou ostatních autistických jedinců. Teorie dvojité empatie a následné studie tak zpochybňují obecně zastávané přesvědčení, že sociální dovednosti autistických jedinců jsou ze své podstaty narušeny. Obdobně zpochybňují i teorii slepoty mysli výzkumníka autismu Baron-Cohena, podle které jsou empatie a tzv. teorie mysli u autistických jedinců všeobecně narušeny.
Koncept dvojité empatie byl v posledních letech konzistentně podpořen značným počtem studií a má potenciál radikálně posunout cíle intervencí a veřejné psychoedukace týkající se autismu. Rovněž zmiňovaný Baron-Cohen na základě nejnovějších poznatků uznal teorii problému dvojité empatie ve dvou výzkumných článcích a také v několika podcastech.

## Historie přístupu k empatii v autismu

### Vývoj a rozšíření teorie mentální slepoty
Ranější studie o autismu týkající se teorie mysli (tj. schopnost porozumět jiným lidem na základě popisu mentálních stavů) a empatie dospěly k závěru, že nedostatek teorie mysli byl jedním z primárních symptomů autismu. Nejpopulárnější z těchto studií vedl Simon Baron-Cohen v 80. a 90. letech, který k popisu své teorie používal termín slepota mysli ve snaze empiricky vysvětlit tendenci autistů vyhýbat se očnímu kontaktu. Někteří navíc popsali domnělé sociální poškození u autistů jako „extrémní formu egocentrismu s výsledným nedostatkem ohleduplnosti k ostatním“.
Slepota mysli implikuje neschopnost porozumět a předvídat chování jiné osoby a připisovat jí duševní stavy, jako jsou znalosti, přesvědčení, touhy, emoce a záměry sobě i ostatním. Tvrzení, že autisté postrádají "teorii mysli", se vyučuje ve velkém množství učebnic psychologie a propaguje jej více než 75 % z 500 nejlepších odborných článku indexovaných pod hesly „teorie mysli“ a „autismus“ na Google Scholar. Slouží tedy jako jedno z široce propagovaných témat v psychologické literatuře, praxi a výuce.

### Problémy s dřívějšími studiemi o teorii mysli a empatii v autismu
Kromě toho, že byla hypotéza mentální slepoty již krátce po svém zveřejnění zpochybňována, čelila v průběhu let velké kritice ze strany vědecké komunity v reakci na replikační studie, které nedokázaly odhalit významné rozdíly v teorii mysli mezi autistickými a neautistickými účastníky. Zároveň přibývalo množství důkazů o vysokém stupni heterogenity v autistických mozcích na neurobiologické úrovni.
Navíc docházelo k vývoji nových měření teorie mysli, jelikož stávající měítka byla některými výzkumníky vnímána jako nedostatečná. Došlo k některým úspěšným replikacím demonstrujícím rozdíly v teorii mysli a empatii s některými měřítky jako je "Frith–Happé Animations Test", Baron-Cohenův úkol „Reading the Mind in the Eyes“ a dotazníky empatie — ty však byly kritizovány za to, že jsou vágní a nepřesné, nezohledňují kontexty sociální interakce, referenční skupiny a podstatně snížené zkreslení na základě společenské žádoucnosti (social-desirability bias) autistických jedinců. Několik nezávislých týmů navíc opakovaně nedokázalo replikovat vysoce citovaná a široce vyučovaná zjištění zapomocí úkolů sekvenování obrázků a úloh s falešným přesvědčením, jako je Sally–Anne test. Všechna tato smíšená a nekonzistentní zjištění s mnoha různými měřítky vzbudila pochyby týkající se zobecnitelnosti a platnosti teorie mentální slepoty autismu.

### Protiteorie k mentální slepotě
Počátkem desátých let začali akademici naznačovat, že některé studie testů teorie mysli a empatie mohly chybně interpretovat potíže autistů s chápáním neautistických (neurotypických) lidí jakožto vnitřní sociální deficit autistů – podle nich se zdá pravděpodobnější, že autisté mají specifické problémy s porozuměním neurotypickým lidem v některých kontextech kvůli rozdílům ve zkušenostech a sociální kognici mezi těmito dvěma skupinami. Teorii problému dvojité empatie vytvořil v roce 2012 Damian Milton jako protiteorii vůči teorii mentální slepoty ve snaze vysvětlit tento fenomén vzájemného neporozumění.
V posledních několika letech podpořilo teorii dvojité empatie mnoho výzkumníků autismu jako je Catherine Crompton, Morton Ann Gernsbacher, sám Simon Baron-Cohen, a šéfredaktorka akademického časopisu Autism Sue Fletcher-Watson. K teorii také přistupovaly výzkumné projekty v různých disciplinárních oblastech, například v oborech psychologie, sociologie, filozofie, neurovědy, lingvistika, filmová studia a design.

## Studie o dvojité empatii a obousměrné komunikaci

### Blízký mezilidský vztah, empatie a efektivita komunikace
Bylo navrženo, že neautističtí lidé mají tendenci špatně chápat autisty a postrádají pro ně citovou empatii, obdobně jako autisté mohou mít špatné pochopení pro neautistické lidi. Zatímco autisté mívají někdy potíže s porozuměním neautistickým lidem a bývá pro ně náročné se s nimi socializovat, je pravděpodobné, že většina neautistů často zastává negativní stereotypy, názory a/nebo předsudky ohledně autistických rozdílností, a rovněž mají potíže chápat komunikaci, emoce a záměry autistů, což vede a přispívá k „problému dvojité empatie“.
Rozličné studie z 10. a 20. let, jež využívaly páry autista-autista pro výzkum blízkých mezilidských vztahů (tzv. rapport), empatie a komunikační efektivity, ukázaly, že dospělí autisté si obecně vedli lépe ve zmiňovaných oblastech, pokud byli spárováni s jiným dospělým autistou. Rovněž se ukázalo že u inerakcí typu autista-autista může být přítomen vyšší mezilidský rapport nežli u interakcí autista-neuautista, a že autisté mohou být schopni lépe chápat či předvídat myšlenky a motivace jiných autistů nežli neautistů, a to možná dokonce i těch, kteří jsou jim blízce příbuzní (tj. autistovi neurotypičtí rodiče, sourozenci či děti).

### Význam sociální reciprocity
Jedním z hlavních faktorů ovlivňujících efektivitu komunikace je sociální reciprocita. Minulé výzkumy z 80. a 90. let ukázaly, že když se profesionálové, vrstevníci a rodiče naučí jednat vůči autistickým dětem recipročně, pak mají neautistické děti mnohem větší pravděpodobnost reciprokovat s autistickými dětmi, které se nakonec stanou responzivnější. Neautistické děti mohou demonstrovat reciprocitu prostřednictvím imitace, což zlepšuje sociální odezvu u všech dětí, včetně autistických. Když náhodná osoba imituje autistické dítě zabývající se manipulací s předměty tím, že manipuluje s duplicitním předmětem stejným způsobem jako dítě, dítě s touto osobou naváže delší a častější oční kontakt. A obdobně, když matky napodobují manipulaci svých autistických dětí s hračkami, pak se tyto děti se nejen déle a častěji dívají na své matky, ale také se s hračkami chovají objevněji a kreativněji, navíc projevují podstatně pozitivnější afekty.

### Šikana a následné maskování
Někteří výzkumníci argumentují, že autisté pravděpodobně rozumějí neautistickým lidem ve vyšší míře nežli naopak, a to kvůli vyšší frekvenci autistického maskování (tj. vědomé nebo podvědomé potlačování autistického chování a kompenzace obtíží v sociální interakci s cílem být vnímán jako neurotypický). Maskování začíná již v mladém věku jako copingová strategie, zčásti i proto, aby se jedinec vyhnul obtěžování a šikaně, což je velmi běžná zkušenost autistických dětí i dospělých. Rovněž je pozorována i vysoká míra vrstevnické viktimizace.
Zatímco mnoho lékařů a výzkumníků čas od času tvrdilo, že autismus je charakterizován nedostatkem sociální nebo emocionální reciprocity, šikana a viktimizace autistů ze strany neautistických lidí, spolu s problémem ableismu ve výzkumu autismu, byly považovány za demonstraci nedostatku sociální nebo emocionální reciprocity neautistů vůči autistům, což podporuje Miltonův „rozpor v reciprocitě“ (tj. přítomnost „propasti dvojité empatie“) mezi autisty a neautisty.

### Antropomorfismus a porozumění pro zvířata
Oblast sociálně-kognitivní síly u autistů se zaměřuje na antropomorfismus. Studie z roku 2018 naznačila, že autisté jsou pravděpodobně náchylnější k personifikaci objektů. To naznačuje, že autistická empatie může být komplexnější a všezahrnující, což je v rozporu se všeobecným přesvědčením, že autistům chybí empatie. Zatímco neurotypičtí účastníci studie z roku 2001 překonali autistické účastníky v Baron-Cohenově testu "Reading the Mind in the Eyes", autističtí účastníci zase překonali neurotypické účastníky v kreslené verzi tohoto testu ve studii z roku 2022, což podporuje výklad sociálně-kognitivních rozdílů spíše než deficitů u autistické populace.
Také se jeví, že někteří autisté mají zvýšené porozumění, empatii a citlivost vůči zvířatům, což opět naznačuje sociálně-kognitivní rozdíly u autistů, nikoliv globální deficity.

## Autistické perspektivy a dehumanizující výzkum
Mnoho autistických aktivistů projevilo podporu konceptu dvojité empatie a tvrdí, že ranější studie ohledně teorie mysli u autismu vedly ke stigmatizaci autistů, přisuzovaly odpovědnost za autisticko-neurotypické nedorozumění výhradně autistům a dehumanizovaly autisty tím, že je líčily jako neempatické. Mnoho autistických aktivistů obhajuje začlenění autistů do výzkumu autismu a propaguje slogan „nic o nás bez nás“. Kromě toho, autističtí jedinci mohou vykazovat tendenci mít spolehlivé a vědecké chápání autismu, které je také méně stigmatizující, v rozporu s bývalou implikací, že autisté postrádají schopnost usuzovat ohledně svého já.
Výzkum ukázal, že autisté jsou častěji dehumanizováni neautisty. Autismus bývá někdy popisován jako epidemie a v některých případech byl nedostatek empatie použit ke spojení autismu s terorismem. O autistech se také říká, že jsou ekonomickým břemenem. Byly publikovány rozsáhlé argumenty podporující použití eugeniky u autismu, přičemž výjimky by platily pouze pro ty, kteří jsou ekonomicky produktivní a dostatečně normativní, aby to ostatním nebylo nepříjemné.
V důsledku této dehumanizace může nedostatek porozumění, následné stigma a sociální vyloučení pociťované autisty negativně ovlivnit jejich duševní zdraví, zaměstnání, dostupnost vzdělání a služeb a zkušenosti se systémem trestní justice.
U autistů je vyšší předčasná úmrtnost, přičemž jednou z hlavních příčin smrti je sebevražda, která je pravděpodobně umocňována tímto stigmatem a marginalizací. Mnoho autistů se navíc často cítí uvězněno autistickými stereotypy, které převážně neautistická společnost zastává, přičemž v důsledku těchto stereotypů mění své chování (autistické maskování). 
Protože domnělý nedostatek "teorie mysli" narušuje porozumění autistům sobě samým i ostatním lidem, tvrzení, že autisté postrádají teorii mysli, se jeví jako spor o jejich autonomii, devalvuje jejich sebeurčení a podkopává jejich důvěryhodnost.